# Pepedan (Dukuhturi)
Pepedan is een bestuurslaag in het regentschap Tegal van de provincie Midden-Java, Indonesië. Pepedan telt 5875 inwoners (volkstelling 2010).